# Vaššukkani

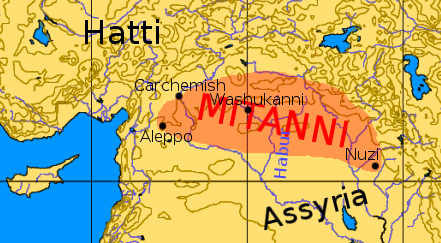
Mapa mitannské říše s předpokládanou polohou Vaššukkani

Vaššukkani (dle jiných přepisů též Waššuganni, Waššukanni či Vaššukanni) bylo hlavní město churritského království Mitanni (kolem 1500 př. n. l.). Kurdský název baškani pochází od baš („dobrý“) a kani („studnice, zdroj“); je velmi podobný sousloví „bohatý důl“ v sanskrtu (vasu khāni).
Jeho přesná poloha není známa, ale obecně převládá názor, že se nacházelo na horním toku Chábúru, mezi Eufratem a Tigridem, v dnešní severovýchodní Sýrii. Někteří historici zastávají teorii, že Vaššukkani je totožné se starověkým městem Sikani (poblíž starověké Guzany); dnes zřejmě pahorek Tell Fecheríja, kde probíhají archeologické výkopy (společná německo-slovensko-syrská expedice). Na výzkumech (2006–2010) se podílejí archeologové Slovenského archeologického a historického inštitútu – SAHI, o. z.
Vaššukkani vzkvétalo jako hlavní město po dvě staletí. V období postupného úpadku mitannské moci bylo město dobyto Chetity pod vedením Šuppiluliumaše I. v prvních letech jeho vlády (přibližně 1344–1322 př. n. l.); doklad o uzavření míru uvádí, že nový mitannský král Šattivaza byl nucen uznat závislost na chetitské říši. 
Město dobyl také asyrský krále Adad-nirári I. okolo r. 1290 př. n. l.; jinak je o jeho historii známo velmi málo.